# Acroglochin obtusifolia
Acroglochin obtusifolia là loài thực vật có hoa thuộc họ Dền. Loài này được C.H.Blom mô tả khoa học đầu tiên năm 1927.